# Сан-Пьер-Дамиани-ай-Монти-ди-Сан-Паоло (титулярная диакония)
Титулярная диакония Сан-Пьер-Дамиани-ай-Монти-ди-Сан-Паоло (лат. Diaconia Sancti Petri Damiani ad Montes Sancti Pauli) — титулярная церковь была создана Папой Павлом VI в 1973 году апостольской конституцией «Augescentibus in dies». Титулярная диакония принадлежит церкви Сан-Пьер-Дамиани, расположенной в зоне Рима Южная Ачилия, на площади Петра Дамиани.

## Список кардиналов-дьяконов и кардиналов-священников титулярной диаконии Сан-Пьер-Дамиани-ай-Монти-ди-Сан-Паоло
- Пьетро Палаццини — (5 марта 1973 — 12 декабря 1974 — назначен кардиналом-дьяконом титулярной диаконии Сан-Джироламо-делла-Карита);
  - вакансия (1974 — 2003);
- Густааф Йоос — (21 октября 2003 — 2 ноября 2004, до смерти);
- Агостино Валлини — (24 марта 2006 — 24 февраля 2009), титулярная диакония pro illa vice (24 февраля 2009 — по настоящее время).